# Cyclothyas heterospinus
Cyclothyas heterospinus är en kvalsterart som först beskrevs av Imamura.  Cyclothyas heterospinus ingår i släktet Cyclothyas och familjen Hydryphantidae. Inga underarter finns listade i Catalogue of Life.